# 플룽게구

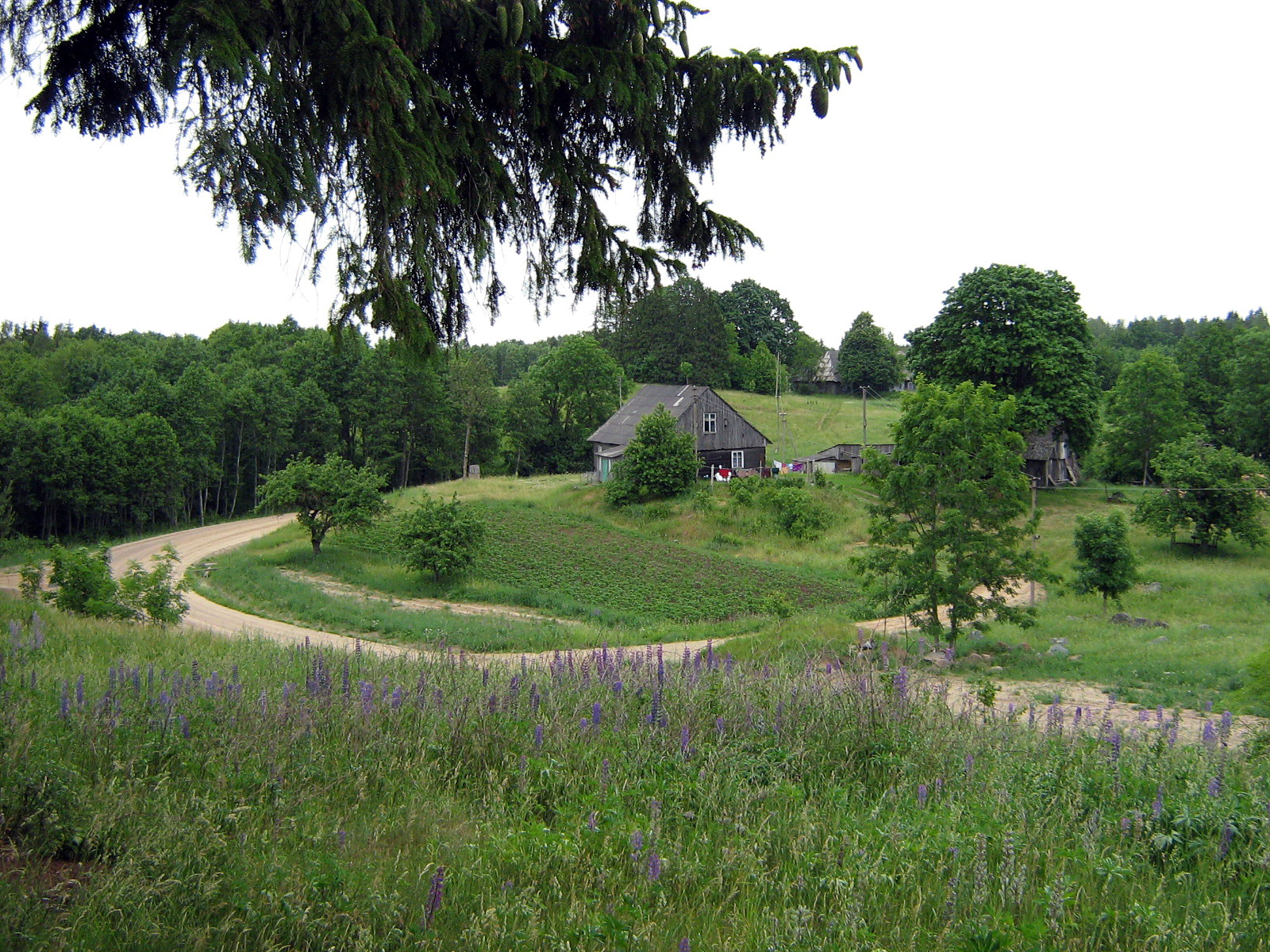
플룽게구 미키타이 마을 근처의 모습

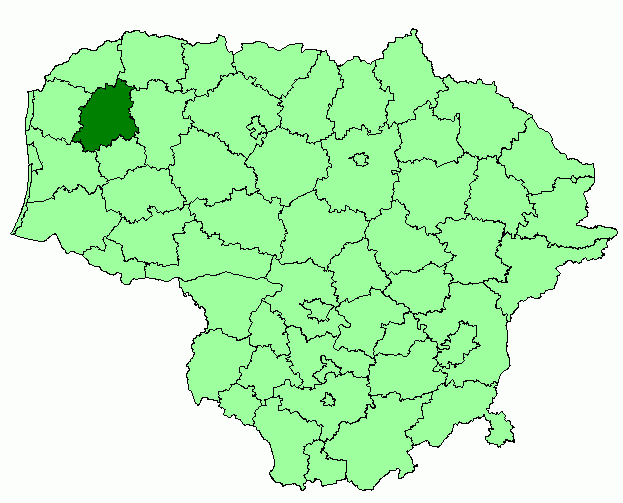
플룽게구의 위치

플룽게구(리투아니아어: Plungės rajono savivaldybė)는 리투아니아 텔샤이주를 구성하는 4개 지방 자치체 가운데 하나로 행정 중심지는 플룽게이며 면적은 1,105km2, 인구는 36,052명(2015년 기준), 인구 밀도는 32.6명/km2이다. 11개 장로구를 관할한다. 텔샤이주 마제이캬이구, 텔샤이구, 리에타바스시, 클라이페다주 클라이페다구, 크레팅가구, 스쿠오다스구와 접한다.

지방 자치체 문장